# DFB-Pokal 1954/55
DFB-Pokalsieger 1955 wurde der Karlsruher SC, der den Titelverteidiger VfB Stuttgart im Viertelfinale besiegt hatte. Das Finale fand am 21. Mai 1955 im Eintracht-Stadion in Braunschweig statt.

## Vorrunde
| Datum         |                        | Ergebnis  |                        |
| ------------- | ---------------------- | --------- | ---------------------- |
| Mo 02.08.1954 | SG Düren 99            | 2:5       | 1. FC Kaiserslautern   |
| So 15.08.1954 | FC Schalke 04          | 1:1 n. V. | SSV Jahn Regensburg    |
| So 15.08.1954 | TuRa 1882 Ludwigshafen | 0:1       | FC St. Pauli           |
| So 15.08.1954 | Kickers Offenbach      | 6:3       | Hannover 96            |
| So 15.08.1954 | Eintracht Frankfurt    | 1:0       | FK Pirmasens           |
| So 15.08.1954 | TuS Bremerhaven 1893   | 5:1       | SpVgg Erkenschwick     |
| So 15.08.1954 | 1. FC Köln             | 2:1       | STV Horst-Emscher      |
| So 15.08.1954 | BV Union Krefeld       | 4:0       | Eintracht Braunschweig |
| So 15.08.1954 | Hamburger SV           | 5:3 n. V. | Eintracht Trier        |
| So 15.08.1954 | Spandauer SV           | 1:2       | VfB Lübeck             |
| So 15.08.1954 | 1. FC Nürnberg         | 2:0       | TSV Marl-Hüls          |
| So 15.08.1954 | Karlsruher SC          | 5:1       | FSV Frankfurt          |
| So 15.08.1954 | VfB Stuttgart          | 4:2       | SV Arminia Hannover    |
| So 15.08.1954 | Altona 93              | 3:2       | 1. FC Saarbrücken      |
| So 15.08.1954 | Phönix Ludwigshafen    | 0:0 n. V. | Alemannia Aachen       |
| So 15.08.1954 | Tennis Borussia Berlin | 2:4       | 1. FC Schweinfurt 05   |

### Wiederholungsspiele
| Datum         |                     | Ergebnis |                     |
| ------------- | ------------------- | -------- | ------------------- |
| Mi 01.09.1954 | SSV Jahn Regensburg | 3:6      | FC Schalke 04       |
| Mi 15.09.1954 | Alemannia Aachen    | 4:0      | Phönix Ludwigshafen |

## Achtelfinale
| Datum         |                      | Ergebnis  |                     |
| ------------- | -------------------- | --------- | ------------------- |
| Di 21.09.1954 | 1. FC Kaiserslautern | 7:0       | 1. FC Köln          |
| Sa 25.09.1954 | Karlsruher SC        | 1:0       | 1. FC Nürnberg      |
| So 26.09.1954 | FC Schalke 04        | 1:1 n. V. | FC Schweinfurt 05   |
| So 26.09.1954 | VfB Stuttgart        | 5:1       | VfB Lübeck          |
| So 26.09.1954 | FC Altona 93         | 2:1       | Eintracht Frankfurt |
| So 26.09.1954 | Alemannia Aachen     | 4:2 n. V. | BV Union 05 Krefeld |
| So 26.09.1954 | Kickers Offenbach    | 2:0       | FC St. Pauli        |
| So 19.12.1954 | TuS Bremerhaven 1893 | 3:1       | Hamburger SV        |

### Wiederholungsspiel
| Datum         |                   | Ergebnis |               |
| ------------- | ----------------- | -------- | ------------- |
| So 17.10.1954 | FC Schweinfurt 05 | 0:1      | FC Schalke 04 |

## Viertelfinale
| Datum         |                   | Ergebnis |                      |
| ------------- | ----------------- | -------- | -------------------- |
| Sa 27.11.1954 | FC Altona 93      | 2:0      | Alemannia Aachen     |
| So 19.12.1954 | VfB Stuttgart     | 2:5      | Karlsruher SC        |
| So 02.01.1955 | Kickers Offenbach | 4:1      | 1. FC Kaiserslautern |
| So 02.01.1955 | FC Schalke 04     | 2:0      | TuS Bremerhaven 1893 |

## Halbfinale
| Datum         |               | Ergebnis     |                   |
| ------------- | ------------- | ------------ | ----------------- |
| Do 07.04.1955 | FC Schalke 04 | 12:1 1       | Kickers Offenbach |
| Mi 20.04.1955 | FC Altona 93  | 13:3 n. V. 2 | Karlsruher SC     |

### Wiederholungsspiel
| Datum         |               | Ergebnis |              |
| ------------- | ------------- | -------- | ------------ |
| So 08.05.1955 | Karlsruher SC | 13:0 3   | FC Altona 93 |

## Finale
| Paarung        | Karlsruher SC – FC Schalke 04 |
| Ergebnis       | 3:2 (1:1) |
| Datum          | Samstag, 21. Mai 1955 |
| Stadion        | Eintracht-Stadion, Braunschweig |
| Zuschauer      | 25.000 |
| Schiedsrichter | Werner Treichel (Berlin) |
| Tore           | 1:0 Kunkel (20.) 1:1 Sadlowski (44.) 1:2 Sadlowski (70.) 2:2 Sommerlatt (83.) 3:2 Traub (86.) |
| Karlsruher SC  | Rudi Fischer, Max Fischer, Walter Baureis, Werner Roth, Siegfried Geesmann, Herbert Dannenmeier, Oswald Traub, Kurt Sommerlatt, Antoine „Spitz“ Kohn, Ernst Kunkel, Hans Strittmatter Cheftrainer: Adolf Patek ( Österreich)   |
| FC Schalke 04  | Manfred Orzessek, Werner Garten, Günter Brocker, Hermann Eppenhoff, Walter Zwickhofer, Erwin Harkener, Bernhard Klodt, Otto Laszig, Helmut Sadlowski, Manfred Piontek, Hans Krämer Cheftrainer: Eduard Frühwirth ( Österreich) |

| Spielbericht |
| Die Karlsruher gingen als klarer Favorit in ihr erstes Pokalendspiel. Die unerfahrenen Schalker lieferten sich aber mit dem KSC vor 25.000 Zuschauern in Braunschweig einen offenen Schlagabtausch, den die Badener erst in den Schlussminuten für sich entscheiden konnten. Der KSC ging durch einen Kopfball von Kunkel in Führung, nachdem Schiedsrichter Treichel auf indirekten Freistoß im Schalker Strafraum entschieden hatte, weil Torhüter Orzessek den Ball zu lange festgehalten hatte. Die Gelsenkirchener antworteten mit wütenden Angriffen und kamen kurz vor der Pause durch Sadlowski zum verdienten Ausgleich. Nach der Pause setzte sich das muntere Spiel fort und es traf erneut Mittelstürmer Sadlowski für Schalke und brachte den Außenseiter in Führung. Die Schalker zogen sich darauf zurück, um die Führung über die Zeit zu retten, doch die Karlsruher konnten das Spiel in den letzten zehn Minuten durch eine Direktabnahme des Regisseurs Sommerlatt sowie einen sehenswerten Treffer durch Traub aus „unmöglichem“ Winkel nahe der Eckfahne noch einmal wenden. |